# Aesalus imanishii
Aesalus imanishii là một loài bọ cánh cứng trong họ Lucanidae. Loài này được Inahara & Ratti mô tả khoa học năm 1981.